# Lundegård camping & stugby

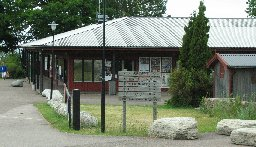
Lundegårds reception

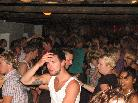
Dansgolvet under v. 27

Lundegård camping & stugby ligger ca 6 km norr om Borgholm på Öland vid väg 136 och är en 4-stjärnig camping och stugby. Varje år sedan 1960-talet anordnas under vecka 27 en av landets större dansfester (Ölandsveckan) med i huvudsak bugg- och foxtrotdans varje dag, som drar folk från hela Sverige, men även från en del andra länder.